# Bar-do Travel
Bar-do Travel – debiutancki album gdańskiej grupy metalowej Proghma-C.

## Lista utworów
1. Kana – 9:05
2. FO – 6:40
3. Spiralling to Another – 9:31
4. Spitted Out – 3:21
5. Spitted Out (Out) – 3:57
6. So Be-Live – 5:48
7. I Can’t Illuminate with You – 2:30
8. Naan – 8:57
9. Army of Me – 6:33

## Twórcy
- Piotr „Bob” Gibner – wokal
- Paweł „Smaga” Smakulski – gitara
- Tomasz „Tuar” Wolter – gitara basowa
- Łukasz „Kuman” Kumański – perkusja